# Le Cratère (manga)
Pour les articles homonymes, voir Le Cratère.
Le Cratère (ザ・クレーター, Za Kurētā) est un recueil de shōnen manga d'Osamu Tezuka, prépublié dans le magazine Weekly Shōnen Champion entre août 1969 et avril 1970 et publié par l'éditeur Akita Shoten en deux volumes reliés. La version française est éditée par Tonkam en deux tomes sortis en 2000.

## Synopsis
Le Cratère est un recueil d'histoires fantastiques d'une trentaine de pages chacune en moyenne, traitant de thèmes et genres récurrents à Osamu Tezuka (la Seconde Guerre mondiale, la science-fiction,…).

## Parution
Initialement publié en deux volumes reliés par Akita Shoten en 1970, Le Cratère est réédité à de nombreuses reprises au Japon, notamment dans la collection des œuvres complètes de Tezuka en 1982 (3 volumes), 1990 (deux volumes) et 2010 (un volume), et par Akita Shoten en deux volumes bunko en 1994.

## Liste des chapitres
Premier volume
1. Double drame (二つのドラマ, Futatsu no dorama?)
2. L'homme qui fondait (溶けた男, Toketa otoko?)
3. Le routier des neiges (雪野郎, Yuki yarō?)
4. Tout au fond de la grotte (風穴, Kazaana?)
5. Les trois intrus (三人の侵略者, San'nin no shinryaku-sha?)
6. Le plus grand des voleurs (オクチンの大いなる怪盗, Okuchin no ōinaru kaitō?)
7. Le serpent à deux têtes (双頭の蛇, Sōtō no hebi?)
8. Ryuichi a la belle vie (大あたりの季節?)
9. Le masque de Tomoé (巴の面, Tomoe no men?)
10. Ryuichi fait une étrange expérience (オクチンの奇怪な体験, Okuchin no kikaina taiken?)

Deuxième volume
1. La maison octogonale (八角形の館, Hachikakukei no yakata?)
2. Mort pour la patrie (墜落機, Tsuiraku-ki?)
3. La clochette (鈴が鳴った, Suzu ga natta?)
4. La buvette au bord de la route (ブルンネンのナゾ, Burun'nen no nazo?)
5. Quand les bemms sont violets (紫のベムたち, Murasaki no bemu-tachi?)
6. Le sacrifice (生けにえ, Ikenie?)
7. Le cratère (クレーターの男, Kurētā no otoko?)
8. Les enfants de la mer
9. Le gardien du lac

### Documentation
- Christian Marmonnier, « Au-dessous du volcan », BoDoï, no 33,‎ septembre 2000, p. 23.